# Sport i Indien
Trots landets oerhörda folkrikedom är Indien inte något framstående sport- eller idrottsland och har bland de lägsta antalet medaljer i de Olympiska spelen räknat i medaljer per invånare.

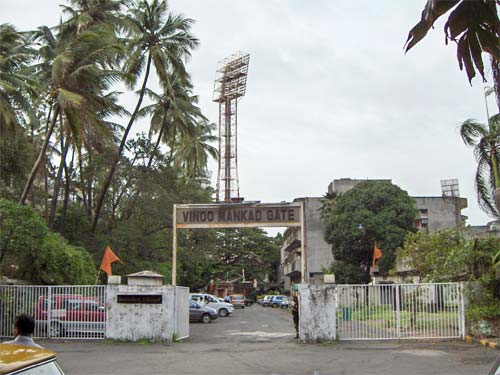
Den anspråkslösa huvudingången till Wankhede cricketstadion i Bombay

## Populära sporter

### Cricket

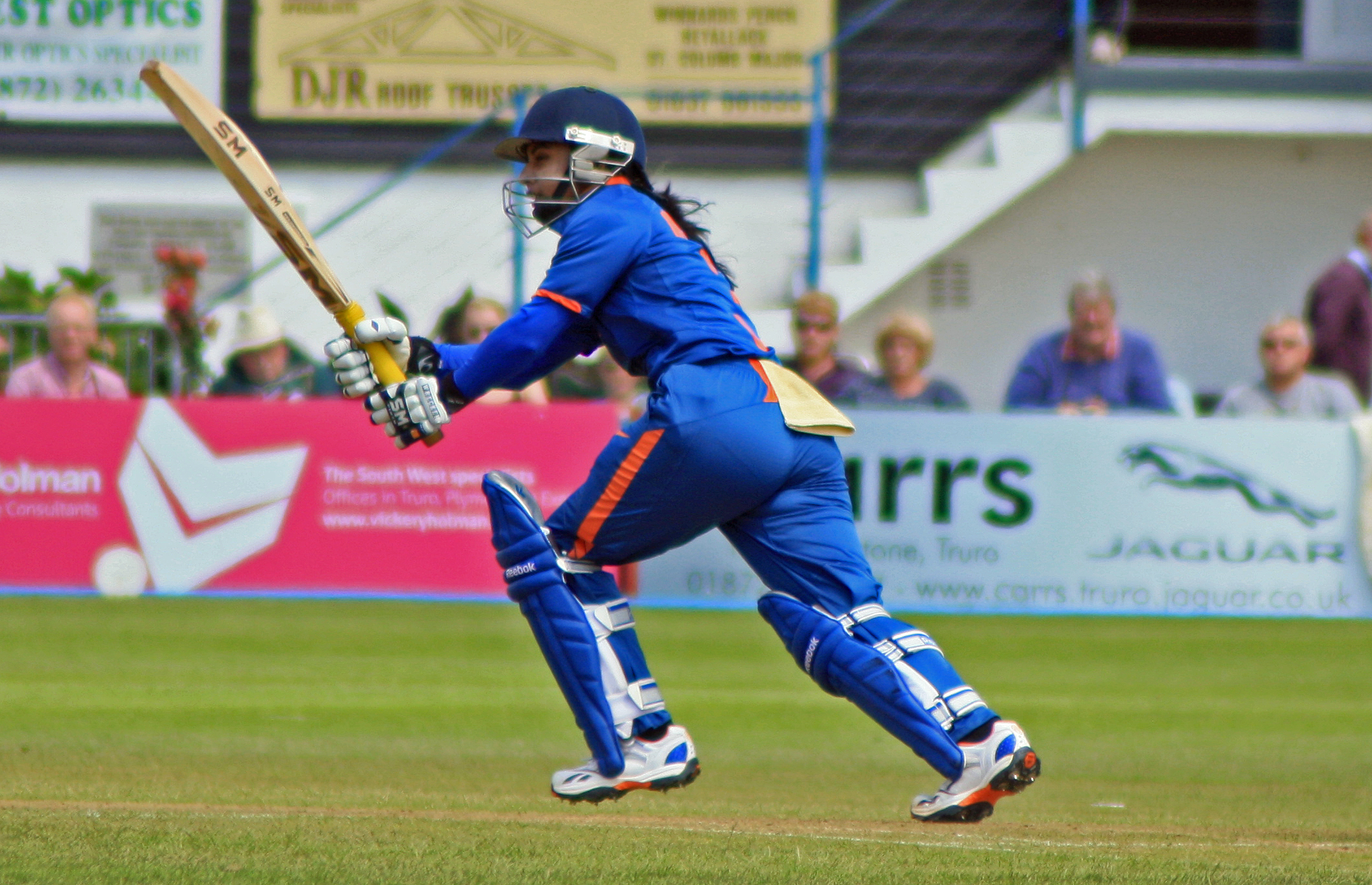
Cricketspelaren Mithali Raj Truro, här i en match för Indien mot England 2012.

Cricket är Indiens populäraste idrott och intresset överstiger vida intresset för all annan idrott sammantaget. Indien har många bra cricketspelare som bland annat spelar i Storbritannien. Landet har vunnit VM i cricket en gång och var i final 2003.

### Fotboll
Fotboll är populärt i Indien, men landslaget är rankade först på plats 133 i FIFA:s rankning. Fotbollsintresset är koncentrerat till Goa, Västbengalen och Kerala. Den ledande ligan är The National Football League (NFL), och East Bengal samt Mohun Began är de bästa klubbarna.

### Landhockey

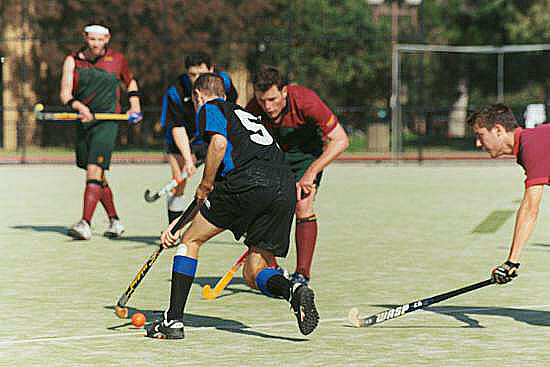
En landhockeymatch

Landhockey är Indiens officiella nationalsport, men har på grund av det ökade cricketintresset förlorat i kvalitet och kvantitet. Medan Indien tidigare ofta tog sig till final i OS-turneringen i landhockey är man nu en andrarangsnation i sporten. Senaste OS-guldet kom i Moskva-OS 1980, när så gott som samtliga västländer bojkottade spelen.

### Tennis
I tennis har Indien tagit sig till final i lagturneringen Davis Cup, och flera indiska herrspelare har tagit sig upp i världseliten på senare år, speciellt i dubbel. En bronsmedalj gick till Indien vid OS 1996. Finns även intresse för damtennis.

### Kabaddi
Kabaddi är inhemsk indisk idrott med ursprung i Punjab. Det spelas mellan två lag, där en omgång består i att en "raider" (anfallare) spelar mot ett motståndarlag med fyra spelare.

### Badminton
Badminton kallades förr "poona" och anses ha sitt ursprung i landet. Sporten är inte särskilt utbredd som tävlingsidrott i Indien, men elitspelare från Indien dyker regelbundet upp, även som vinnare av världens främsta turneringar, som när Prakash Padukone och Gopichand vann All England Badminton Championship.

### Biljard
Biljard, och inte minst snooker som uppfanns av brittiska officerare i Indien, är populärt i de besuttna folklagren i Indien. Bland de internationella elitspelarna från Indien märker man Geet Sethi och Michael Ferreira.

### Squash
Squash har blivit allt populärare i Indien under de senaste decennierna, och man hävdar sig allt bättre internationellt. Grannlandet Pakistan har länge producerat spelare till den absoluta världstoppen, och dithän har Indien ännu inte kommit. 

### Hästpolo
Polo anses ha uppkommit i Indien, och spelet är fortfarande utbrett inom Indiska armén. Det spelas även inom överklassen i norra Indien.

### Kho-Kho
Ett gammalt spel, idag spelat främst av flickor.

## Arrangemang
Indien arrangerar både professionella tennis turneringar för herrar och landskamper i cricket.